# Luís Neto
Luís Carlos Novo Neto (Póvoa de Varzim, 26 de maio de 1988) é um ex-futebolista português que atuava como Defesa-Central. Atualmente, integra a equipa técnica de Rui Borges como treinador adjunto, ao serviço do Sporting Clube de Portugal.

## Carreira
Nascido na Póvoa de Varzim, distrito do Porto, Neto ingressou nas camadas jovens do clube da sua terra, o Varzim SC, aos 10 anos. Representou-os na segunda divisão, sendo suplente ou terceira opção em quatro das suas cinco épocas. A sua estreia em jogos oficiais ocorreu a 10 de fevereiro de 2007, numa vitória em casa por 2-1 contra o Benfica, na sexta eliminatória da Taça de Portugal, onde jogou dois minutos.
Em julho de 2011, Neto transferiu-se para o C.D. Nacional, da Primeira Liga, a custo zero. Teve um impacto imediato na sua nova equipa, o que despertou o interesse do FC Porto na época seguinte. O Siena, de Itália, acabou por contratá-lo por 1,7 milhões de euros.
Neto foi titular durante a primeira metade da campanha, marcando o seu primeiro golo na Serie A numa derrota em casa por 1-3 frente à A.S. Roma. A 1 de fevereiro de 2013, mudou-se novamente, juntando-se aos compatriotas Bruno Alves e Danny no FC Zenit São Petersburgo. Marcou o seu primeiro golo pelo clube russo a 19 de maio, o primeiro da sua equipa numa vitória em casa por 3-1 sobre o Volga Nizhny Novgorod.
A 31 de agosto de 2017, Neto assinou pelo Fenerbahçe num empréstimo de uma temporada. A 11 de março de 2019, o Sporting anunciou que ele se juntaria ao clube a 1 de julho, com um contrato permanente de três anos. Fez 22 jogos na sua segunda época (28 em todas as competições), enquanto o clube conquistava o campeonato nacional pela primeira vez em 19 anos.
Neto marcou o seu primeiro golo pelo Sporting a 26 de novembro de 2023, abrindo uma goleada em casa por 8-0 sobre o Dumiense CJPII Futebol SAD, do Campeonato de Portugal, na quarta eliminatória da taça nacional; este foi também o seu primeiro golo na carreira em dez anos. Contribuiu com sete jogos durante a campanha da liga para conquistar outro título.
Após se retirar em 2024, aos 36 anos, Neto permaneceu no clube como treinador adjunto do recém-nomeado João Pereira. Manteve-se na posição após a mudança de treinador para Rui Borges.

## Títulos

### Zenit
- Campeonato Russo: 2014–15, 2018–19
- Supercopa da Rússia: 2015, 2016
- Copa da Rússia: 2015–16

### Sporting
- Taça da Liga: 2020–21
- Supertaça Cândido Oliveira: 2021
- Campeonato Português: 2020–21, 2023–24